# Omroep Venray
Omroep Venray is de publieke lokale omroep voor de gemeente Venray, ontstaan in 1989 uit de Venrayse Omroep Stichting en Radio Wonderland. De omroep verzorgt radio-uitzendingen via de ether (FM 90,2 MHz), kabel (FM 87,5 MHz), digitaal kanaal 920 (via Ziggo in Noord-Limburg) en internet.
Nadat in januari 1989 het Commissariaat voor de Media de Lokale Omroep Venray (L.O.V.) zendtijd toewijst voor radio en televisie, is de omroep met een proefuitzending voor het eerst te horen via het kabelnet van Venray op 25 december 1989 op 102 MHz. De eerste officiële uitzending vindt plaats op 3 maart 1990. In augustus 1991, tijdens de Venrayse kermis, zijn voor het eerst de programma's ook via de ether te beluisteren op 90,2 MHz. Zender en antenne staan opgesteld aan de Lorbaan in Veulen.
Na een testperiode start Omroep Venray medio 2010 met Web-tv-uitzendingen. Vanaf 26 januari 2013 zendt men in geheel Noord-Limburg uit via het digitale tv-kanaal 45 en tevens, in de eigen gemeente, via het analoge tv-kanaal 22 van Ziggo. Vanaf april 2013 produceert Omroep Venray haar eigen tv-nieuwsweekmagazine "Dwars door Venray".
Via haar website brengt Omroep Venray lokaal en regionaal nieuws. 
NPO 3FM-dj Rámon Verkoeijen begon zijn radiocarrière bij de lokale omroep uit Venray.